# Bernd Lucke

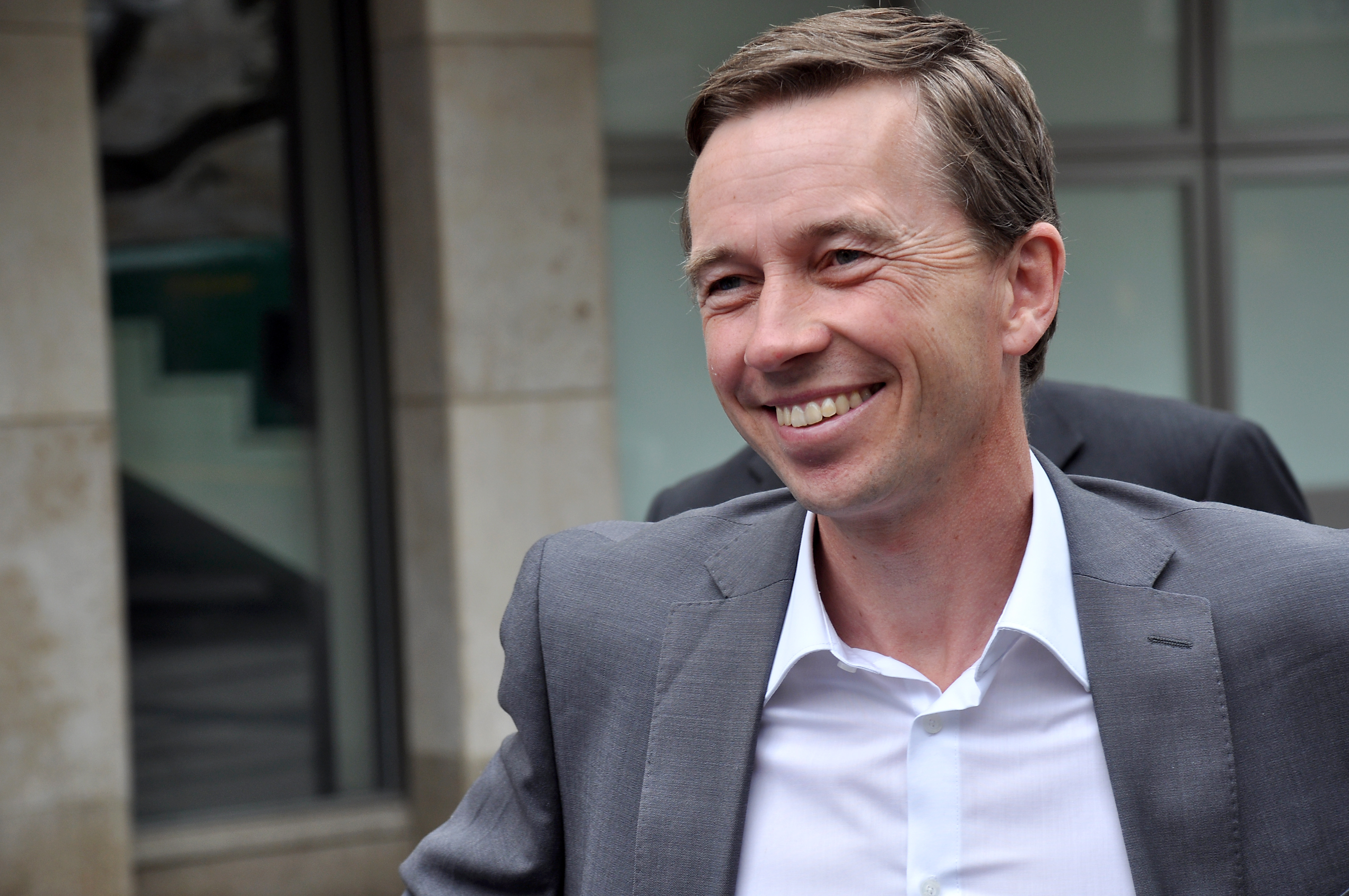
Bernd Lucke in september 2013.

Bernd Lucke (Berlijn, 19 augustus 1962) is een Duits econoom en politicus. Hij is hoogleraar macro-economie aan de Universiteit Hamburg en een van de oprichters van de eurosceptische partij Alternative für Deutschland. Op het oprichtingscongres op 14 april 2013 werd hij verkozen tot een van de drie partijleiders, samen met Frauke Petry en Konrad Adam. Als de integer overkomende leider van Duitslands eerste gematigd eurosceptische partij, was Lucke een graag geziene gast in praatprogramma's.
In mei 2014 werd Lucke in het Europees Parlement verkozen voor Alternative für Deutschland.
Na een maandenlange hevige interne machtsstrijd, die resulteerde in het afzetten van Lucke als voorzitter, kondigde hij op 8 juli 2015 zijn uittreden uit de partij aan; hij stelde daarbij niet langer als burgerlijk uithangbord te willen worden misbruikt voor denkbeelden – in het bijzonder van islamofobe, xenofobe, anti-Westerse en pro-Russische aard – die hij "ten diepste" afwijst. Op 19 juli 2015 werd Lucke door leden van de vereniging Weckruf 2015 tot voorzitter van de nieuw opgerichte partij Allianz für Fortschritt und Aufbruch (ALFA) gekozen.
Bernd Lucke is anno 2022 inwoner van Winsen aan de Luhe, is gehuwd en heeft vijf kinderen.